# Списак епизода серије Дрим тим

Дрим тим је српска телевизијска серија која је премијерно почела са емитовањем 2. јануара 2021. године на каналима Суперстар ТВ и РТС 1. 

## Преглед
| Сезона | Сезона | Епизоде | Епизоде | Оригинално емитовање | Оригинално емитовање | Оригинално емитовање |
| Сезона | Сезона | Епизоде | Епизоде | Премијера            | Финале               | Мрежа                |
| ------ | ------ | ------- | ------- | -------------------- | -------------------- | -------------------- |
|        | 1.     | 14      | 14      | 2. јануар 2021.      | 14. фебруар 2021.    | Суперстар ТВ РТС 1   |
|        | 2.     | 14      | 14      | 22. јануар 2024.     | 8. фебруар 2024.     | Суперстар ТВ РТС 1   |